# 夏空ダンス
『夏空ダンス』（なつぞらダンス）は、2023年公開の短編映画。監督を務める内村光良は「青春ダンス映画」と表現している。人吉球磨地域を舞台に、ダンスに打ち込んでいる女子高生の姿を描く作品。内村による映画監督作品は本作で4作目となる。

## 製作
2020年7月の九州豪雨により被災した熊本県人吉市は内村の故郷であり高校卒業まで在住していた。自身の実家も床上浸水の被害を受け、90代の両親が家の屋根裏に避難したという経験から、復興に向けた故郷の更地や荒れ地が残っている状態の風景を残しておきたいと思い立ち、「そこでダンスをするのは楽しいのではないか」という映画の製作のアイディアが浮かんだと語っている。
2022年8月12日から23日にかけてロケが行われ、市の協力のもと、エキストラ募集には市民600人が応募し人吉高校や南稜高校の生徒も参加した。人吉城跡、人吉市役所、JR人吉駅などがロケ地となった。人吉市と県が補助金を出して映画制作を支援している。
内容について内村は「純粋な復興映画ではなく、離れていく人など現実的なものを描いている」と語っている。
2023年6月30日より九州地区（熊本・福岡・佐賀）で2週間限定で先行公開された。
2023年9月22日より全国公開。

## プロモーション
2022年8月20日、人吉市役所にて、市長と熊本県知事が同席のもと制作発表の記者会見を行った。
2023年2月27日、人吉市カルチャーパレスにて、出演者や地元の高校生を対象に300人が招待された試写会が行われ、内村自身はリモートで参加した。

## キャスト
川辺夏子
演 - 島雄こなつ
市役所職員（主人公の父親）
演 - 内村光良
他
倉島颯良
吉川康太
飯尾和樹
長谷川朝晴
原慎一
映美くらら
北村一輝
ムロツヨシ
松重豊